# Massacre de Novotxerkassk
La Massacre de Novotxerkassk es produí durant la revolta que començà el 2 de juny de 1962 a la ciutat de Novotxerkassk. Els aldarulls van ser resultat directe de la mancança de menjar i provisions, així com de les pèssimes condicions de treball a la fàbrica. La protesta s'inicià l'1 de juny a la Fàbrica de Locomotores Elèctriques Budionni, quan, els treballadors de la foneria i la forja aturaren el treball després que la direcció de la fabrica es negués a escoltar les seves demandes. La vaga i les discussions posteriors s'havien estès per tota la fàbrica al vespre.
La tensió començà quan el govern de Nikita Khrusxov doblà el preu de la carn i la mantega l'1 de juny, alhora que incrementava les quotes mínimes de producció per cada treballador, reduint per tant els seus salaris. Culminà en una manifestació fins a l'ajuntament i la caserna principal de la policia, i la vaga s'estengué a altres empreses després que la policia detingués a 30 treballadors.
Les explicacions sobre la resposta del govern són variades i sovint entren en conflicte: hi ha debat sobre qui disparà sobre els manifestants, si va ser l'exèrcit o el KGB. Alguns afirmes que un oficial de l'exèrcit es negà ordenar als seus homes a disparar contra els manifestants, i que els trets d'avís a l'aire del KGB van impactar diversos nens que s'havien enfilat als arbres.
D'acord amb les fonts oficials que actualment es poden consultar, 22 manifestants van morir pel foc de les metralladores de l'exèrcit soviètic, i 87 més van resultar ferits, dels quals 3 moririen posteriorment. Després de les manifestacions inicials, s'establí el toc de queda a la ciutat. Els cadàvers van ser enterrats en secret als cementiris d'altres ciutats de l'oblast de Rostov. Tot i això, l'endemà al matí, diversos centenars de manifestants es reuniren de nou a la plaça. 160 van ser detinguts, dels quals 14 van ser jutjats en judicis-espectacle, dels quals 7 van ser condemnats a mort. La resta van ser condemnats a penes d'entre 10 i 15 anys de presó.
Després dels incidents, el govern soviètic va fer arribar subministraments extraordinaris de menjar a la regió i començà una investigació. Seguiren més detencions de treballadors, així com es sotmeté a consell de guerra a diversos oficials involucrats. Segons Aleksandr Soljenitsin, diversos ferits i les seves famílies van ser deportats a Sibèria.
Tota la història mai no va ser facilitada als mitjans de comunicació soviètics, i van romandre classificats fins al 1992, quan les restes de 20 cadàvers van ser trobades i identificades al 192 al cementiri de la ciutat de Novoxakhtinsk.